# بله‌برون (فیلم)
بله‌برون فیلمی ایرانی به کارگردانی داوود موثقی و نویسندگی قربان محمدپور محصول سال ۱۳۸۲ است.

## خلاصه داستان
عزت بخشنده، پیرمرد هفتاد ساله‌ای است که وضع مالی بسیار خوبی دارد، صاحب پنج فرزند دختر شده که دو دخترش را از دست داده و بقیهٔ دخترانش ازدواج کرده‌اند. دامادهای آقا عزت، گرچه آدم‌های با شخصیت و خوبی به نظر می‌رسند اما از نظر مالی شرایط ناگواری دارند و عزت با حمایت همسرش شوکت تصمیم دارد بخشی از دارایی خود را به دخترها و دامادهایش بدهد تا بلکه در زنده بودنش خوشحالی آن‌ها را ببیند. در جلسه‌ای که برای تنظیم وصیت‌نامه و تقسیم اموال برگزار می‌شود، بین دامادها بر سر ارثیه درگیری شدیدی پیش می‌آید. عزت که وضع را چنین می‌بیند وصیت‌نامه را پاره می‌کند و همه را از خانه‌اش می‌راند. پس از چند ماه عزت که دچار یک بیماری سخت شده بار دیگر با تشویق همسرش گناهان دامادهایش را می‌بخشد و مجدداً تصمیم به تقسیم ارثیه بین آنان می‌گیرد، اما هنگامی که عزت می‌خواهد وصیت‌نامه را امضا کند، حال شوکت به هم می‌خورد و زمانی که به پزشک مراجعه می‌کنند، با شگفتی از موضوع حامله بودن شوکت آگاه می‌شوند که باعث می‌شود تقسیم ارثیه بار دیگر به تعویق بیفتد، این در حالی است که سارا و سامان، دو نوهٔ عزت، نامزد هستند و هر بار ازدواج آن‌ها به دلیل امضا نشدن وصیت‌نامه به تعویق می‌افتد و همهٔ امید و آرزوی آن‌ها برای ازدواج کردن به امضای این وصیت‌نامه بستگی دارد. از طرفی، دامادهای خانواده که می‌فهمند مادرزنشان حامله است از ترس اضافه شدن ورثهٔ تازه سعی می‌کنند کاری کنند که بچهٔ شوکت خانم سقط شود. اما همهٔ نقشه‌هایشان در این راه، ناکام می‌ماند و در این مسیر بلاهای مختلفی سرشان می‌آید. پس از مدتی در آزمایش سونوگرافی معلوم می‌شود شوکت خانم سه قلو حامله است و هر سه فرزندش هم پسر هستند. بچه‌ها به دنیا می‌آیند و عروسی سارا و سامان هم برگزار می‌شود.

## بازیگران
- جمشید مشایخی
- ثریا قاسمی
- فتحعلی اویسی
- سیروس گرجستانی
- خسرو امیرصادقی
- شراره درشتی
- رامش صفایی
- حسن رضیانی
- محمود بهرامی
- بهزاد رحیم‌خانی
- مریم بخشی
- شیما ساداتی
- رمضان صابری
- ابراهیم تفرشی
- سارا جهرمی‌زاده
- عاطفه ساداتی
- نادیا ثریا
- شیوا تیموری
- محمدرضا امیرصادقی
- مهرداد فلاح محبوب‌پسند
- نادیا غفاری
- فاطمه فراوان